# Younès Kaboul
Younès Kaboul, né le 4 janvier 1986 à Saint-Julien-en-Genevois (Haute-Savoie), est un ancien footballeur international français qui évoluait au poste de défenseur.

## Biographie

### Formation à Auxerre
Né en France de parents d'origine marocaine, il commence sa carrière professionnelle à l'AJ Auxerre où il passe quatre saisons en tant que défenseur central et devient titulaire en 2006 à l'occasion d'un match de Ligue 1 opposant l'AJ Auxerre au Lille OSC finalement remporté par les Auxerrois sur un but de Younès Kaboul de la tête sur corner. C'est d'ailleurs ce match qui est la clef de son départ vers l'Angleterre : l’entraîneur du Tottenham Hotspur FC qui regardait le match désirant recruter le défenseur français.

### Tottenham Hotspur
Younès Kaboul démarre son aventure anglaise avec un statut de titulaire. Il marque d'ailleurs son premier but sous le maillot des Spurs le 1er septembre 2007 à Fulham. Pour sa première saison, il remporte la Coupe de la Ligue anglaise. Il entre même à l'occasion de la finale remportée au terme de la prolongation contre Chelsea. Il connait toutefois quelques difficultés en fin de saison : son temps de jeu diminue considérablement. Il quitte alors Londres et s'engage avec Portsmouth, club au sein duquel il reste un an et demi puisqu'en janvier 2010, il retourne à Tottenham. Dès lors sous les ordres de Harry Redknapp, il participe à la brillante épopée des Spurs qui décrochent la 4e place synonyme de Ligue des Champions. Lors de cette moitié de saison, Kaboul est aligné dans un rôle d'arrière droit. Il retrouve néanmoins une position axiale dès la saison 2010/2011 marquée par son but sur la pelouse d'Arsenal, le rival absolu de Tottenham, donnant la victoire au siens dans les dernières minutes (2-3). Il inscrit d'ailleurs un autre but quatre jours plus tard, en Ligue des Champions cette fois-ci. Pour autant, c'est à l'occasion de l'exercice 2011/2012 que Younès réalise la saison la plus aboutie de sa carrière. Titulaire indiscutable en défense centrale, il est tantôt associé à Michael Dawson, le capitaine Ledley King touché par des problèmes au genou, ou encore William Gallas. Tottenham accroche une nouvelle fois la 4e place du championnat, mais se voit privé de Ligue des Champions par Chelsea, pourtant 5e mais vainqueur de la compétition et automatiquement qualifié pour l'édition suivante. 
Absent de la sélection française pendant l'Euro 2012, Younès Kaboul est rattrapé par ses soucis physiques. Alors qu'il n'a disputé que le premier match de la saison, il est finalement opéré d'une tendinite rotulienne du genou gauche au mois d'août 2012. 
Son retour programmé pour le début de l'année 2013, n'a finalement lieu qu'au début de la saison 2013-2014.

### Sunderland
Le 16 juillet 2015, il s'engage pour quatre saisons avec Sunderland.

### Watford
L'année suivante, il s'engage en faveur de Watford FC. Après une première saison où il participe à vingt-deux rencontres de championnats, son entraîneur, Javi Garcia, lui signifie qu'il ne compte pas sur lui pour la saison 2018-2019, lui préférant Craig Cathcart et Christian Kabasele en défense centrale. D'un commun accord, il résilie son contrat le 21 décembre 2018.

### En sélection
Le 6 juin 2011, sélectionné pour la première fois en équipe nationale pour un match amical contre l'Ukraine, Kaboul marque son premier but sur un corner tiré par Marvin Martin. Il doit cette titularisation à l'absence de Philippe Mexès, blessé, et titulaire habituel au poste de défenseur central dans la sélection française de Laurent Blanc.
Figurant dans la pré-liste de l'Euro 2012, il doit cependant renoncer au tournoi à cause d'une blessure au tendon rotulien du genou gauche.

## Statistiques
| Saison    | Club              | Pays           | Championnat         | Coupes nationales | Coupes d’Europe   | Sélection France  |
| --------- | ----------------- | -------------- | ------------------- | ----------------- | ----------------- | ----------------- |
| 2004-2005 | AJ Auxerre        | Ligue 1        | 13 matches / 1 but  | 3 matches         | 3 matches         | -                 |
| 2005-2006 | AJ Auxerre        | Ligue 1        | 9 matches           | -                 | -                 | -                 |
| 2006-2007 | AJ Auxerre        | Ligue 1        | 31 matches / 2 buts | 1 match           | 8 matches         | -                 |
| 2007-2008 | Tottenham Hotspur | Premier League | 21 matches / 3 buts | 5 matches         | 3 matches / 1 but | -                 |
| 2008-2009 | Portsmouth        | Premier League | 20 matches / 1 but  | 3 matches         | 2 matches / 1 but | -                 |
| 2009-2010 | Portsmouth        | Premier League | 19 matches / 3 buts | 6 matches         | -                 | -                 |
| 2009-2010 | Tottenham Hotspur | Premier League | 10 matches          | -                 | -                 | -                 |
| 2010-2011 | Tottenham Hotspur | Premier League | 21 matches / 1 but  | -                 | 3 matches / 1 but | 2 matches / 1 but |
| 2011-2012 | Tottenham Hotspur | Premier League | 33 matches / 1 but  | 4 matches         | 4 matches         | 3 matches         |
| 2012-2013 | Tottenham Hotspur | Premier League | 1 match             | -                 | -                 | -                 |
| 2013-2014 | Tottenham Hotspur | Premier League | 6 matches           | 1 match           | 6 matches C3      | -                 |
| 2014-2015 | Tottenham Hotspur | Premier League | 11 matches          | 2 matches         | 2 matches         | -                 |
| 2015-2016 | Sunderland        | Premier League | 23 matches          | -                 | -                 | -                 |
| 2016-2017 | Sunderland        | Premier League | 1 match             | -                 | -                 | -                 |
| 2016-2017 | Watford           | Premier League | 23 matches / 2 buts | -                 | -                 | -                 |
| 2017-2018 | Watford           | Premier League | 2 matches           | -                 | -                 | -                 |
| 2018-2019 | Watford           | Premier League | -                   | -                 | -                 | -                 |

Dernière mise à jour le 18 novembre 2018

## Buts en équipe de France
|    | Date        | Lieu             | Adversaire | Score | Résultat | Compétition |
| -- | ----------- | ---------------- | ---------- | ----- | -------- | ----------- |
| 1. | 6 juin 2011 | Donetsk, Ukraine | Ukraine    | 3 - 1 | 4 - 1    | Amical      |

## Palmarès

### En club
AJ Auxerre
- Coupe de France
  - Vainqueur en 2005

 Tottenham
- League Cup
  - Vainqueur en 2008

### En sélection nationale
- France -19 ans
  - Vainqueur du Championnat d'Europe des moins de 19 ans en 2005